# オスマン・フアト・オスマンオウル
オスマン・フアト・エフェンディ・オスマンオウル（オスマン語: عثمان فهد、Osman Fuad Efendi Osmanoğlu、1895年2月24日 - 1973年5月19日）は、オスマン帝国の帝家であったオスマン家の第39代当主で帝位請求者。名目上の皇帝としてはオスマン4世（IV. Osman）。

## 生涯
オスマン帝国第33代皇帝のムラト5世とその第1夫人エルル・メヴヒベ・バシュ・ハトゥン（Elru Mevhibe Baş Hatun）との間の第一皇子であるメフメト・セラハディン皇子の息子として、帝都コンスタンティニエのチュラーン宮殿で生まれた。母はアルメニア人の第5夫人ジャレフェル・ハヌム（Jalefer Hanım）である。1954年に異母兄のアフメト・ニハトが死去すると、オスマン家家長の座を継いだ。1973年にニースで死去し、パリ郊外のボビニー墓地に葬られた。
1920年3月26日にベシクタシュのファリヤ宮殿において、エジプト副王タウフィーク・パシャの孫娘ケリメ・ハリム・ハヌム（Kerime Halim Hanım）と結婚したが、間に子供は無く、1932年に離婚した。